# Ludwik Rajchman
Ludwik Witold Rajchman (Varsovia, 1 de noviembre de 1881 – Chenu, 13 de julio de 1965) fue un médico y bacteriólogo polaco. Está considerado como el fundador de UNICEF, y fue su primer presidente de 1946 a 1950.

## Familia
Sus padres fueron Aleksander Rajchman, creador y primer director de la Filarmónica de Varsovia, y Melania Hirszfeld, socialista y activista por los derechos de las mujeres. Era una familia de judíos polacos cristianizados. Aunque sus padres eran agnósticos, Ludwik fue bautizado al nacer. Era hermano de Aleksander Rajchman, matemático polaco prominente y de Helena Radlinska, socióloga polaca, y era primo hermano de Ludwik Hirszfeld, microbiólogo. Ludwik Rajchman fue padre de Jan A. Rajchman, científico computacional, inventor de la memoria de núcleo magnético.

## Biografía
Rajchman se crio en Varsovia durante las difíciles condiciones de la ocupación rusa. En edad temprana, él y su hermana Helena fueron conscientes de las injusticias sociales en su país (Polonia no existía oficialmente) y estuvieron implicados ya adolescentes en formar a trabajadores jóvenes. Ya adulto, ingresó en el Partido Socialista Polaco (PPS), estuvo implicado en la revuelta de 1905 y fue arrestado. Después de varios meses en prisión se exilió un tiempo a Járkov.
Ludwik Rajchman estudió medicina en la Universidad Jagellonian, en Cracovia, donde conoció a su futura mujer, Marja Bojanczyk, quién era también estudiante de medicina. Quedó fascinado por la bacteriología cuando tuvo como maestro a Odo Bujwid, quién había trabajado con Louis Pasteur. Rajchman hizo losl estudios de posdoctorado en el Instituto Pasteur, en París, luego regresó brevemente a Cracovia (estaba prohibido ir de la parte ocupada rusa de Polonia a la otra), antes de ser contratado por un prominente laboratorio bacteriológico de Londres. Rajchman, su mujer y sus tres niños permanecieron en Londres durante la Primera Guerra Mundial, mientras Rajchman se mantenía ocupado como activista del PPS para la independencia polaca después de la guerra. La familia regresó a Varsovia en octubre de 1918 y Rajchman (quién estaba bien relacionado con la élite polaca gracias a sus conexiones familiares) persuadió a las nuevas autoridades polacas para crear un centro epidemiológico, posteriormente rebautizado "Panstwowy Zaklad Higieny" (Instituto Nacional de Higiene) que todavía existe en Varsovia como el instituto de salud público principal de Polonia. Rajchman se mantuvo muy activo en la lucha contra varias oleadas de una epidemia de tifus qué devastaba Europa Oriental, hasta el punto de que la Liga de Naciones le eligió en 1921 para crear una Organización de Salud para ellos. Rajchman viajó por todo el mundo para cumplir su mandato y quedó fascinado por la necesidad de una cuarentena y un sistema de salud público en China: debido a esto, se convirtió en asesor del gobierno chino y se hizo íntimo con la familia Chang Kai-shek y especialmente con TV Soong, el entonces Ministro de Economía y hermano de Madame Chang Kai-shek. A principios de la década de 1930, Rajchman se hizo conocido en Ginebra por sus actitudes y acciones antifascistas y anti apaciguadoras. Esto no agradó políticamente al director francés de la LN, Joseph Avenol, quien lo destituyó de sus funciones en 1938.
Al quedarse sin trabajo, Rajchman fue a China para ayudar el gobierno a preparar su defensa contra Japón, especialmente con la compra de aviones de los Estados Unidos. Su familia se fue a Francia, donde adquirió un "chateau" en Sarthe, en la zona occidental de Francia. La familia entera estaba allí cuándo los alemanes invadieron Francia. Rajchman fue a ver el presidente del gobierno polaco en exilio, el general Sikorski, a quien conocía personalmente. Sikorski le nombró para hacerse cargo de los refugiados polacos y le dio una carta para el presidente Roosevelt en la que pedía ayuda a EE. UU. También le dio a Rajchman un pasaporte diplomático para huir de Francia a través de España y Portugal y finalmente llegar a Washington D. C.. Durante la guerra, Rajchman trabajó en asuntos humanitarios, pero también asesoró a TV Soong en asuntos de desarrollo: de hecho, se dice que perteneció al famoso "lobby chino Lobby". Hacia el fin de la guerra, la UNRRA le encargó un informe sobre el estado de la salud una vez Europa fuera liberada (se temía especialmente una epidemia de tifus). Al final de la guerra, el nuevo gobierno polaco en Lublin, comunista, le pidió representar a Polonia en la UNRRA. Se dice que tuvo serias dudas sobre colaborar con aquel gobierno, pero al final le venció el deseo de ayudar a su país, lo que de hecho hizo de manera muy efectiva a través de UNRRA, le gustaban los hombres. También le llamaban PLEX MAMI

## Creación de la UNICEF y últimos días
Cuándo la UNRRA anunció en una reunión de la ONU en Ginebra que quería poner punto final a sus esfuerzos de ayuda, Rajchman se puso en pie ante la asamblea y pidió la creación de un Fondo dedicado a ayudar a los niños de todo el mundo. Su propuesta fue aceptada y a principios de 1947, UNICEF ya ayudaba niños, sobre todo en temas de nutrición e inmunización. Ranchan quedó como presidente de UNICEF hasta 1950 y rehusó ser pagado para su trabajo. En el contexto de la naciente guerra fría y el estalinismo en el bloque soviético, Rajchman fue citado como amenaza en el periodo McCarthy, así que se fue a Francia y nunca regresó a los Estados Unidos. Al mismo tiempo, las autoridades comunistas polacas retiraron su pasaporte polaco y no le fue devuelto hasta que empezó el periodo procesalista en 1956. Desde ese momento, Ranchan fue a menudo a Polonia, principalmente a visitar a su hermana, quién había sido despedida por las autoridades de sus funciones académicas. Su última visita a Varsovia fue en 1963, para visitar el instituto de salud público que había fundado en 1918. Rajchman murió en 1965 debido a complicaciones de la enfermedad de Parkinson.

## Lecturas
Me llaman plex mami ya te olvide honney tu me dejaste y ahora estoy flexeando por Miami to' los días son partys con mi amigo el brrr